# دایرکتوری زندگی‌نامه‌ای کنگره ایالات متحده
دایرکتوری زندگی‌نامه‌ای کنگره ایالات متحده (انگلیسی: Biographical Directory of the United States Congress) شامل فهرست زندگینامه تمامی اعضای فعلی و سابق کنگره ایالات متحده آمریکاست و سلف این کنگره با نام کنگره قاره‌ای است. این فهرست همچین شامل اطلاعاتی در مورد نماینده نواحی ضمیمه‌ای آمریکا نظیر واشینگتن، دی.سی. و نواحی غیر ضمیمه‌ای مانند پورتوریکو است.